# Kökény (növényfaj)
A kökény (Prunus spinosa) a rózsafélék családjába, azon belül a szilvafélék (Prunoideae) alcsaládjába tartozó közismert, cserje termetű növényfaj a Prunus nemzetségen belül. Ez a tövises cserje a szilva egyik rokona.

## Elnevezései
Magyar népies nevei: kökény, boronafa, koronafa, ekegúzs, kininfa, kökönye, tövisfa, zabszilva.
Latin nevének jelentése tövises (spinosa) szilva (prunus), ami utal a növény megjelenésére.

## Elterjedés, élőhely
Őshonos Európában közép-Skandináviáig, a Brit-szigeteken északon Skóciáig, keleten Iránig, Észak-Afrikában az Atlasz-hegységig.
Hegyoldalak, erdőszélek, cserjések, napfényes erdők növénye, kb. 1500 m magasságig megtalálható.

## Jellemzése

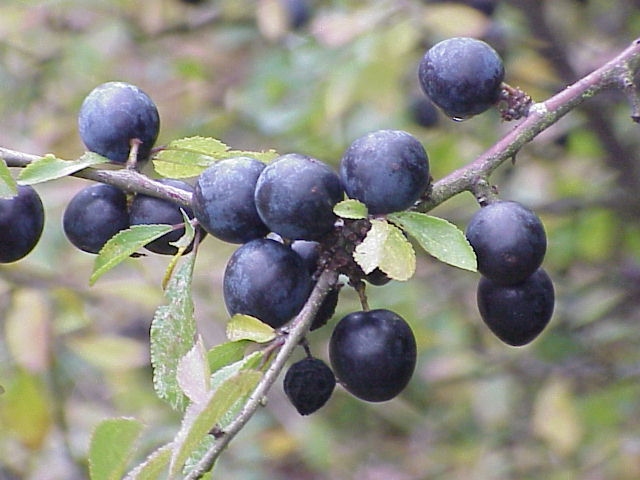
A kökény gyümölcse

Az 1–4 m magasra is megnövő lombhullató cserje, sötétszürke ágai hegyes tövisekben végződnek.
Növekedése szabálytalan. Lassú növekedésű, hosszú életű. 
Gyökerei messzire kúsznak, gyökérsarjtelepeket képez. Kérge sötétszürke, később repedezik. Két virágrügy fog közre egy hajtásrügyet.
Kis méretű levelei szórt állásúak, egyszerűek, elliptikusak vagy lándzsásak, szélük aprón fűrészes-csipkés, fonákjuk rendszerint molyhos. A levélnyél legfeljebb 1 cm-es.
Virágai 1–1,5 cm átmérőjűek, fehérek, ötszirmúak és a lombfakadás előtt nyílnak.
Termése apró, kékesfekete, hamvas, csonthéjas. Szeptemberben érik. Éretlen termésének húsa erősen fanyar ízű. Akkor érdemes gyűjteni a gyümölcsöt, amikor a dér már megcsípte, ekkorra megpuhul, fanyarságából veszít, és enyhén édes íze lesz.

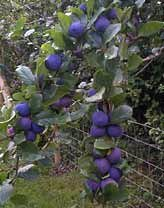
Kökényszilva (Prunus domestica subsp. insititia)

## Felhasználása

### Gasztronómiai
- Almával gyümölcséből mártás készíthető, amit húsokhoz és vadhúsokhoz ízesítőként egyaránt felhasználhatunk.
- Mézzel, gyógyító hatású dzsem, vagy zselé készítésére használhatjuk.
- Gyümölcsbor készítésére is alkalmas. (Híres a spanyolországi Navarra környékén előállított pacharán).
- Likőrt is készítenek belőle, de fogyasztják cukrozott gyümölcsként, aszalva vagy gin hozzáadásával 1-2 hónapig érlelve.
- Nyersen is ehető.
- Leveléből is főztek teát.

### Gyógyászati
Drogja elsősorban virága (Pruni spinosae flos), továbbá termése (Pruni spinosae fructus). Hatóanyagai flavonoidok és procianidinek. Hashajtó és vizelethajtó teakeverékekben található meg.
- Bimbójából (Flores acaciae nostratis) vértisztító, fogyást elősegítő teát főznek.
- A virágzata teaként hashajtó, a terméséből készült lekvár viszont hasfogó.
- Népi gyógyászatban vérnyomáscsökkentőként is használják.[2]

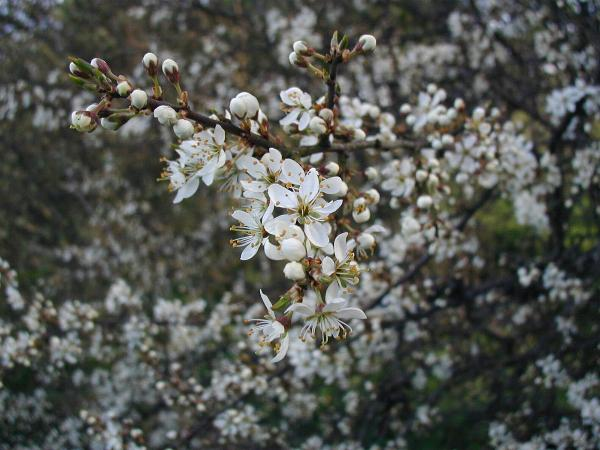
Kökény virágai

### Dísznövényként
Kedvelt díszcserje, több fajtája van.
- Prunus spinosa ‘Plena’ – telt virágú, 2–3-asával összenőtt termésekkel,
- Prunus spinosa ‘Variegata’ – fehéren erezett levelű, sárgás termésű,
- Prunus spinosa ‘Purpurea’ – vörös lombú.[1]

### Faanyaga
Nagyon kemény. Nehezen törik.

## Érdekesség
- Érdekes népi megfigyelés: a kökény virágzásakor hűvös, szeles, viharos az időjárás.
- Magyar nóta „Kék a kökény recece…”